# Heroine
Heroine je český lifestyle časopis pro ženy, který má tištěnou i online verzi. Stránky byly spuštěny 1. února 2019. Jejich šéfredaktorkou byla Anna  Urbanová, od roku 2022 do roku 2023 stránky vedla Veronika Vlachová. Od 1. listopadu 2019 vychází Heroine též v tištěné podobě, jejíž šéfredaktorkou je Michaela Kramárová. Vydavatelem je společnost NextPage Media. 
Časopis Heroine vychází jako tištěný dvouměsíčník v nákladu 15 000 výtisků. Online podoba pravidelně dosahuje hodnot 400 tisíc reálných uživatelů za měsíc a hodnota zobrazení se pohybuje průměrně okolo 800 tisíc. 
Projekt se zaměřuje především na aktuální společenská témata. Na svém obsahu spolupracuje například s Kamilem Filou, Apolenou Rychlíkovou nebo Pavlem Houdkem.
V roce 2019 byl projekt nominován v anketě Křišťálová Lupa v kategorii zájmových webů.
V roce 2024 se web Heroine.cz akvizičně rozšířil o obsah Eduzín.cz zaměřený na výchovu a vzdělávání. 